# Lloyd Cushenberry
Lloyd Cushenberry III (St. Gabriel, 22 novembre 1997) è un giocatore di football americano statunitense che milita nel ruolo di centro per i Tennessee Titans della National Football League (NFL).

## Carriera universitaria
Cushenberry giocò a football alla Louisiana State University dal 2016 al 2019. Passò la prima stagione ad LSU come redshirt, allenandosi con la squadra ma non potendo partecipare alle partite.  Venne nominato centro titolare nell'anno da sophomore e nell'ultima stagione con gli LSU Tigers vinse il campionato nazionale NCAA, venendo inserito nella formazione ideale della Southeastern Conference.

## Carriera professionistica

### Denver Broncos
Il 24 aprile 2020, Cushenberry fu scelto nel corso del terzo giro (83º assoluto) del Draft NFL 2020 dai Denver Broncos. Debuttò come professionista nella gara del primo turno contro i Tennessee Titans partendo come titolare. A fine stagione fu inserito nella formazione ideale dei rookie dalla Pro Football Writers Association dopo avere disputato tutte le 16 partite come titolare.

### Tennessee Titans
L'11 marzo 2024 Cushenberry firmò con i Tennessee Titans.

## Palmarès
- PFWA All-Rookie Team - 2020